# سيرجيو ماروني
سيرجيو باساريلا ماروني (بالإنجليزية: Sérgio Passarella Marone)‏، هو ممثل ومؤدي صوتي برازيلي ولد في يوم 4 فبراير 1981 في ساو باولو، بدأ التمثيل في سنة 1999، ومثل في مسلسل Apocalipse في سنة 2017.

## الروابط الخارجية
- سيرجيو ماروني على موقع IMDb (الإنجليزية)
- سيرجيو ماروني على موقع روتن توميتوز (الإنجليزية)
- سيرجيو ماروني على موقع قاعدة بيانات الفيلم (الإنجليزية)